# Іліе Субешяну
Іліе Субешяну (рум. Ilie Subășeanu, 6 червня 1906, Тімішоара, Австро-Угорщина — 10 грудня 1980) — румунський футболіст, що грав на позиції нападника, зокрема, за клуб «Олімпія» (Бухарест), а також національну збірну Румунії.

## Клубна кар'єра
Виступав за команду «Олімпія» (Бухарест) з Бухареста. 

## Виступи за збірну
1929 року дебютував в офіційних матчах у складі національної збірної Румунії, провів у її формі 2 товариські матчі, забивши 1 гол.
Був присутній в заявці збірної на чемпіонаті світу 1930 року в Уругваї, але на поле не виходив.

### Матчі в складі збірної
1. 21.04.1929. Бухарест. Румунія 3:0 Болгарія
2. 10.05.1929. Бухарест. Румунія 2:3 Югославія (гол)

Помер 10 грудня 1980 року на 75-му році життя.